# Anschluss

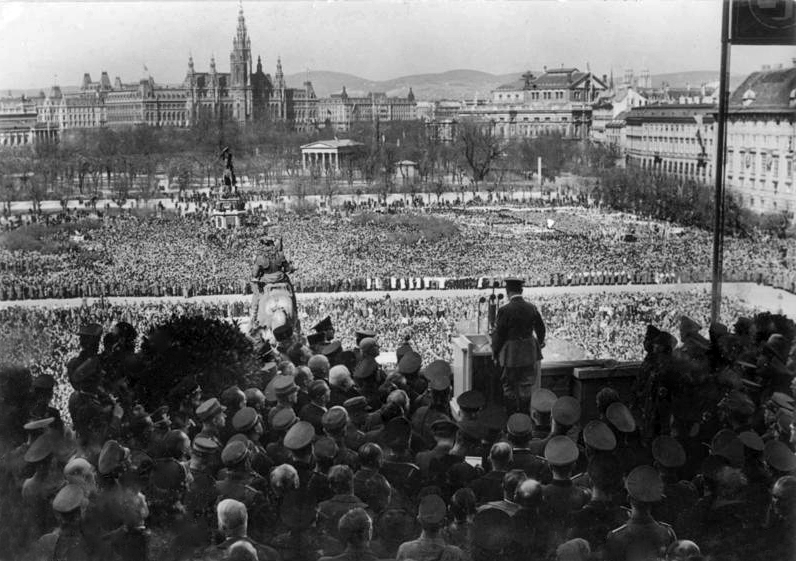
Adolf Hitler proklamerar Anschluss vid Heldenplatz i Wien den 15 mars 1938.

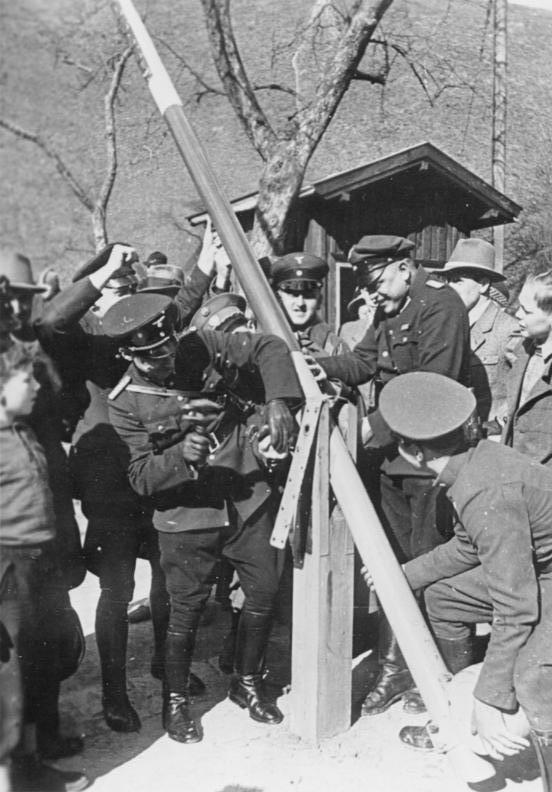
Gränsbommen mellan Tyskland och Österrike avlägsnas av tyska och österrikiska gränsbevakare (15 mars 1938).

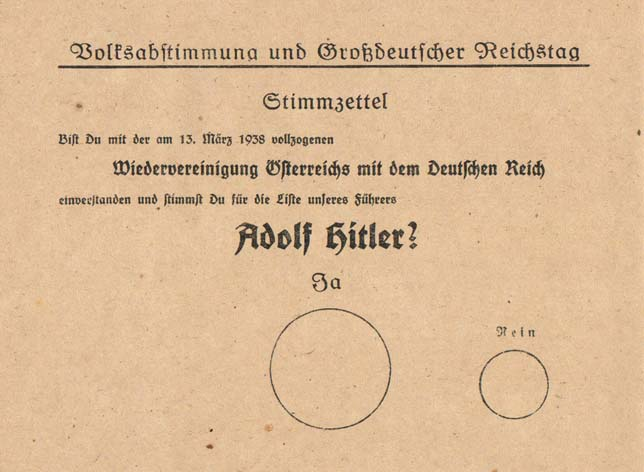
Valsedel från folkomröstningen 10 april 1938, i vilken 99,73 % av det nya Tyskland-Österrikes befolkning sa "ja" till anslutningen.

Anschluss (svenska: anslutning) kallas Tysklands annektering av Österrike den 13 mars 1938. Den skedde efter att tyska trupper hade marscherat in i Österrike dagen innan. En anschlussrörelse uppstod i Österrike redan efter första världskriget som blev särskilt aktuell efter det nationalsocialistiska genombrottet i Tyskland 1933.[källa behövs]

## Historik

### Bakgrund
När Österrike-Ungern föll samman 1918 innebar det även slutet för den Habsburgska monarkin som regerat i Wien i århundraden. Vid uppdelningen av Österrike-Ungern skapades den första republiken, Republiken Tysk-Österrike, med huvudsakligen tyskspråkig befolkning, vilken utropades den 12 november 1918, dagen efter vapenstilleståndet. Eftersom detta "Restösterrike" var ekonomiskt svagt och avskuret från sitt historiska ekonomiska område diskuterades en österrikisk anslutning till Tyskland. Detta skulle också vara i linje med president Wilsons 14 punkter beträffande gränsdragning efter nationalitet. Det hela stoppades av segrarmakterna genom Freden i Saint-Germain då de inte ville se en utvidgning av Tyskland. Det ledde också till att man slopade namnet Demokratische Republik Deutschösterreich (Demokratiska republiken Tysk-Österrike) då man ville få bort kopplingen mellan länderna. Österrike blev nu en förbundsrepublik vilket fastslogs i grundlagen 1920. År 1931 stoppades även planerna på en tysk-österrikisk tullunion.
En anslutning till Tyskland var initialt något mycket efterlängtat i Österrike, kanske framför allt av socialdemokraterna. Många österrikare ansåg sig allmänt som kvarlämnade tyskar som led av "Amputationsschmerz", fantomsmärta, sedan landet hade blivit ”det övriga” som kvarstod av Österrike-Ungern. Intresset för ett samgående minskade dock under 1920-talet i takt med den ekonomiska återhämtningen och ytterligare (utanför de nazistiska kretsarna) sedan Adolf Hitler 1933 kommit till makten i Tyskland.

### Austrofascismen och relationen till Italien
I Österrike bröt det demokratiska styret samman under 1930-talets början och 1934 skedde ett fascistiskt maktövertagande vilket ledde till den så kallade austrofascismen, som blev namnet på den här specifikt österrikiska formen av fascism (av Austria, latin för Österrike). Parlamentets makt avskaffades och landet styrdes som en diktatur av presidenten och förbundskanslern. Det styrande partiet, Fosterländska fronten, bekämpade både socialdemokrater och nazister. 
I juli 1934 genomförde österrikiska nazister, som eftersträvade en förening mellan Österrike och Tyskland, ett kuppförsök där Österrikes förbundskansler Engelbert Dollfuss dödades. Kuppförsöket misslyckades och de inblandade avrättades genom hängning.
Österrike stod Italien och Mussolini nära och Mussolini sågs som en garant för Österrikes oberoende från Tyskland. Efter Abessinienkrisen 1934 skedde ett närmande mellan Italien och Tyskland som kom att leda fram till att staterna betraktades som axelmakterna och bildade gemensam front gentemot västmakterna Frankrike och Storbritannien. Före Abessinienkrisen hade västmakterna haft hopp om att Italien skulle kvarstå som en allierad i händelse av konflikt med Tyskland. Under första världskriget hade Italien bytt sida från centralmakterna till ententen. Utan Italiens stöd tvingades förbundskansler Kurt von Schuschnigg 1936 ingå ett avtal med Tyskland, som innebar att landets självständighet garanterades, men Österrike samtidigt tvingades föra en tyskvänlig politik.

### Övertagandet
I februari 1938 tvingades Schuschnigg att utse den österrikiske nazistledaren Arthur Seyss-Inquart till inrikesminister. Pressen på Österrike från Tyskland och de inhemska nazisterna ökade i styrka. Adolf Hitler hävdade att en majoritet av österrikarna var för en anslutning till Tyskland. Schuschnigg utlyste då en folkomröstning om en anslutning till Tyskland. Senare tvingades han dra tillbaka det beslutet under hot om tysk invasion och avgick den 11 mars.
Presidenten Wilhelm Miklas sattes under press att ge nazisterna regeringsmakten men vägrade utse Arthur Seyss-Inquart till kansler. Hermann Göring krävde då att Seyss-Inquart skulle begära tysk militär hjälp. Detta vägrade han dock, och ett telegram med begäran om hjälp skickades istället av en tysk agent. 
Den 12 mars gick tyska trupper in i Österrike. Man mötte inget motstånd, eftersom Schuschnigg ”inte ville spilla något tyskt blod” (enligt ett känt radiotal av Schuschnigg). Arthur Seyss-Inquart fungerade som rikskansler under en enda dag, den 12 mars 1938. Hitler beslutade den 13 mars att Österrike skulle bli en del av Tyskland.
I en alltysk folkomröstning (alltså omfattande både Österrike och det dittillsvarande Tyska riket) den 10 april om Anschluss röstade 99,73 procent ja till såväl anslutningen som en helt nazistisk partilista till den nya "stortyska" riksdagen.
Österrike förblev en del av Tyskland under hela kriget och österrikiska soldater stred i den tyska armén Wehrmacht. Landet delades liksom resten av Tyskland efter kapitulationen 1945 upp i allierade ockupationszoner men de allierade avskilde redan då Österrike från det som i övrigt blev kvar av Tyskland.

### Efter kriget
Landet återskapades redan 1945 och lyckades 1955 återvinna full suveränitet genom "Österreichischer Staatsvertrag" redan ett decennium efter kriget (alltså 35 år före Tysklands Två plus fyra-fördrag). I statsfördraget förbjöds Österrike att på nytt ingå en politisk eller ekonomisk union med Tyskland.
Anschluss har givit upphov till många österrikares syn på sitt land som "Hitlers första offer". Detta är dock kontroversiellt och omdebatterat, bland annat med tanke på att det nazistiska tankegodset var vida utbrett i Österrike även före Anschluss, att många österrikare oavsett ideologisk tillhörighet faktiskt hade varit för Anschluss och att många österrikare gjorde sig skyldiga till samma typer av krigsbrott som andra soldater och civila i den tyska krigsapparaten. Österrike har inte heller genomgått den grundliga "Vergangenheitsbewältigung" (det vill säga uppgörelsen med sitt kontroversiella förflutna) som Västtyskland genomgick under decennierna efter kriget. Så väckte till exempel fallet Kurt Waldheim stort internationellt uppseende på 1980-talet, då det visade sig att FN:s österrikiske tidigare generalsekreterare under sin tid som tysk officer under kriget känt till förberedelser för krigsförbrytelser.